# AN/APG-85
De AN/APG-85 is een radarsysteem ontwikkeld door Northrop Grumman voor de F-35 Lightning II-gevechtsvliegtuigen. Deze radar maakt gebruik van technologie zonder bewegende delen, bekend als AESA (Active Electronically Scanned Array). Vanaf 2025 zal deze radar worden geïnstalleerd in de F-35's die vanaf productielijn 17 worden geproduceerd, ter vervanging van de oudere AN/APG-81.
In lucht-luchtmodus detecteert en volgt de AN/APG-85 doelwitten als vliegtuigen, helikopters, raketten, kruisvluchtwapens en andere onbemande luchtvaartuigen. Hij kan tegelijk heel het luchtruim afzoeken en welbepaalde doelwitten volgen. Dit wordt track-while-scan genoemd.
In lucht-grondmodus biedt hij met synthetische-apertuurradar beelden van doelwitten als voertuigen en installaties en hij is ook bruikbaar bij opsporing en redding en verkenning.
De AN/APG-85 kan gebruikt worden voor elektronische oorlogvoering waarbij zijn radarbundel een vijandelijke sensor kan overbelasten, vuurleiding voor wapens en radiocommunicatie en is goed bestand tegen stoorzenders.